# 留多加郡
留多加郡（日语：／ Rūtaka gun */?）是日本統治下的庫頁島的一個已不存在的郡。郡名來自於阿伊努語的「ru-ota-ka」（沙上的路）。
轄有以下1町2村。
- 留多加町
- 三鄉村
- 能登呂村

在法律上于1949年6月1日国家行政組織法施行后廢除。
1. ↑  南樺太:概要・地名解・史実 p.254